# Milena Venega
Milena Venega (5 de março de 1997) é uma remadora cubana.
Venega competiu nos Jogos Pan-Americanos de 2019, onde recebeu medalhas de bronze nas modalidades skiff duplo peso leve feminino, junto de Rosana Serrano, e skiff simples peso leve feminino.